# Tata Xenon
Tata Xenon — пікап виробництва індійської Tata Motors. Дебютував як друге покоління Tata TL на Болонському автосалоні у 2006 році. 

## Опис
Наприкінці 2007 року дебютував під назвою Tata Xenon. Виробництво Tata Xenon налагоджено на заводах в Індії, Таїланді та Аргентині.
Автомобіль оснащується турбодизелями 2.2 л DICOR (Common Rail) потужністю 140 к.с. (103 кВт) при 4000 об/хв, крутним моментом 320 Нм при 1700-2700 об/хв або 3.0 л DICOR потужністю 115 к.с. при 3000 об/хв, крутним моментом 300 Нм при 1800-2000 об/хв, 5-ст. механічною коробкою передач G-76-,5/4.1, заднім або повним приводом. В Індії на базі Xenon виготовляють позашляховик Tata Sumo Grande.
Передня підвіска Tata Xenon являє собою конструкцію з поперечних важелів і торсіонної балки, а задня побудована на основі параболічних листових ресор. На передні колеса встановлені вентильовані дискові гальма діаметром 281 мм, на задні — барабанного типу (282 мм).
Вантажопідйомність до 1000 кг.
Tata Xenon випускався з такими типами кузовів:
- Regular Cab — з одним рядом сидінь, 2 дверей.
- Extended Cab — подовжена, з одним рядом сидінь, 2 дверей.
- Crew Cab — з двома рядами сидінь, 4 дверей.

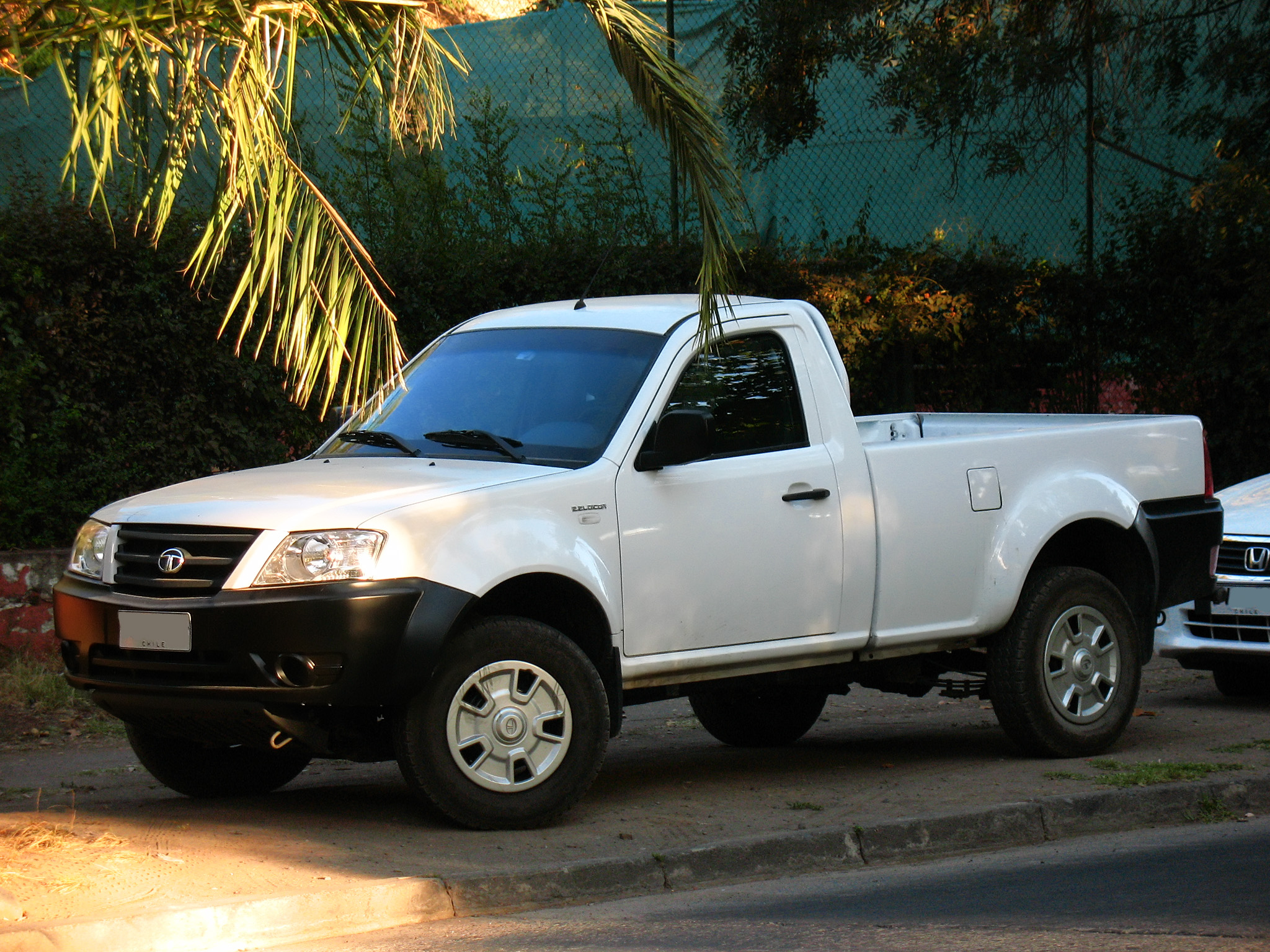
Tata Xenon Regular Cab
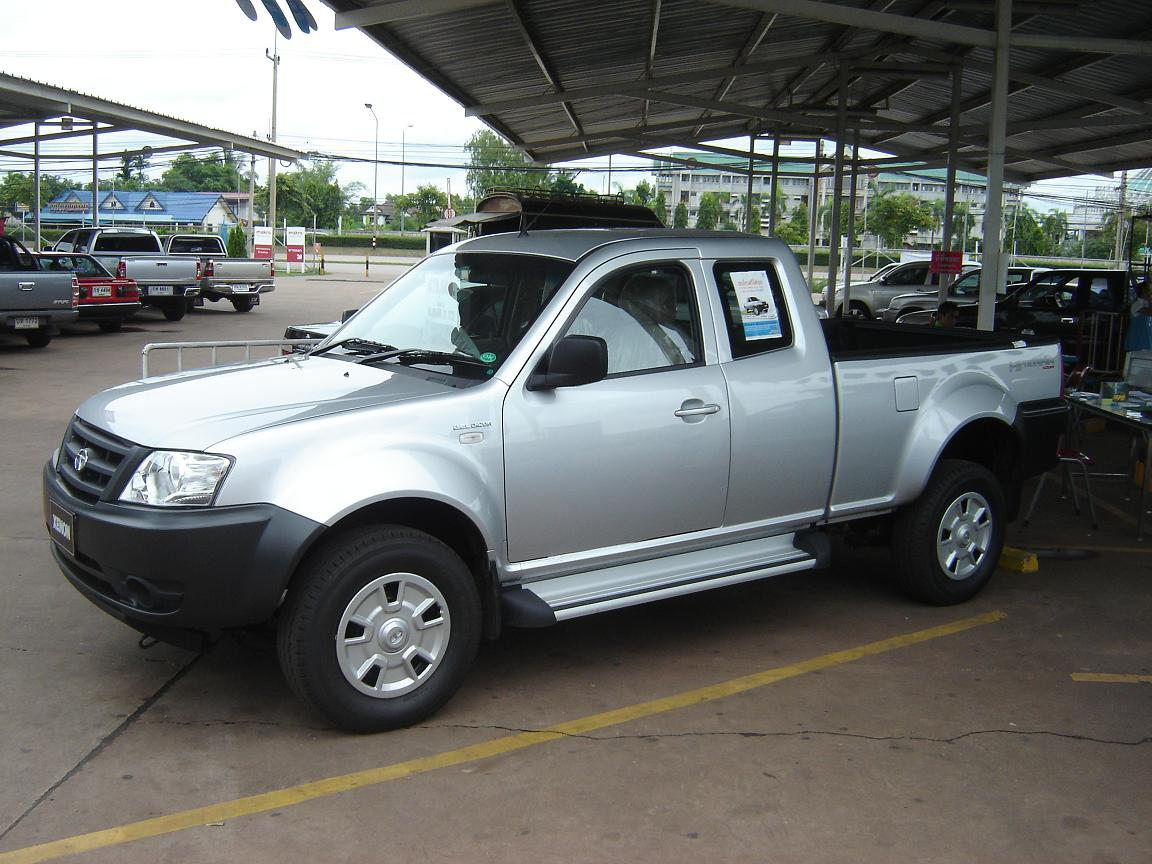
Tata Xenon Extended Cab
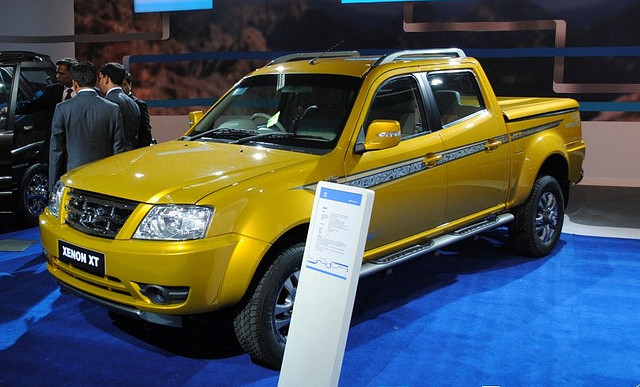
Tata Xenon XT
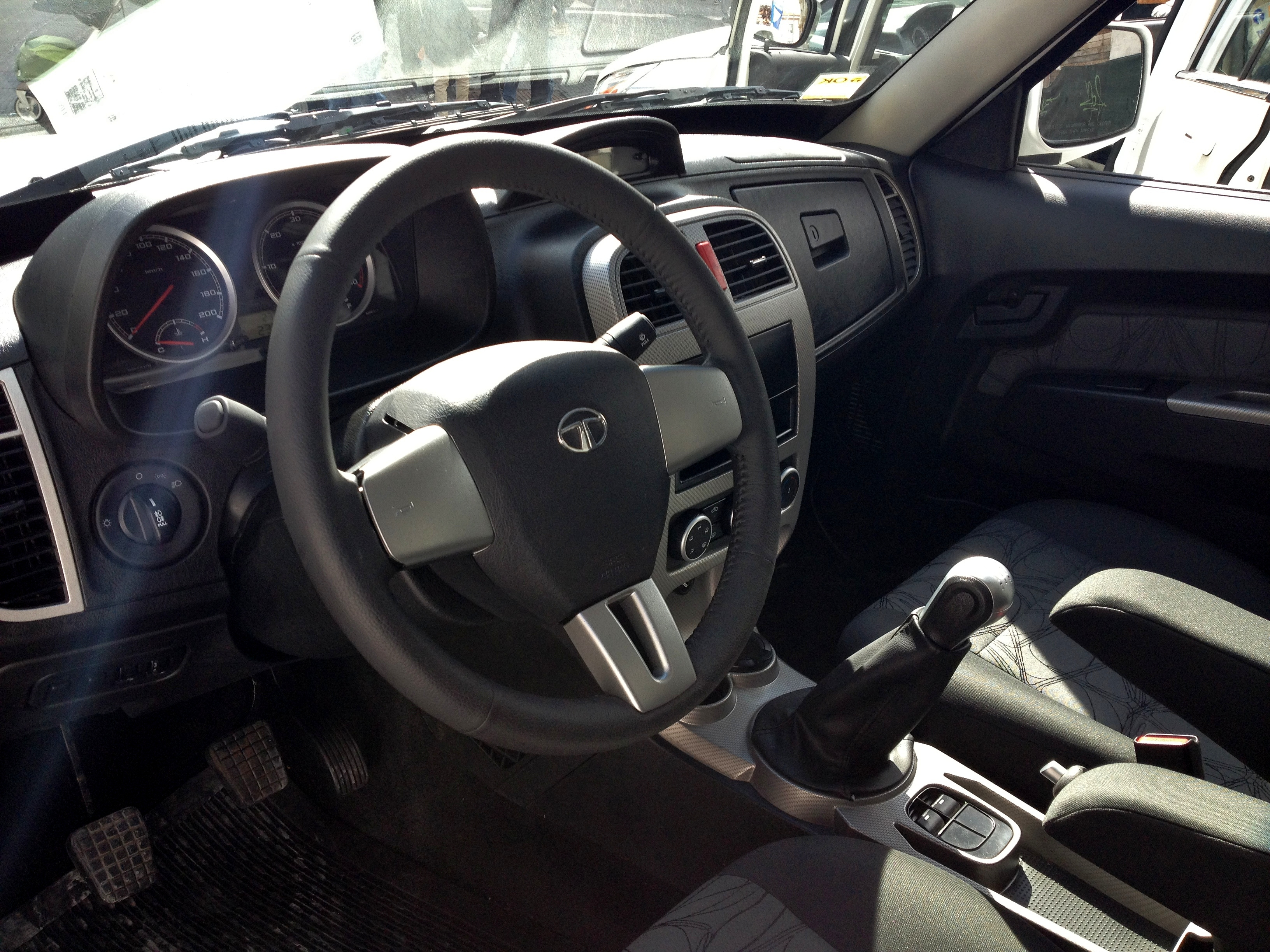
Салон Tata Xenon

## Двигуни
- 2.1 л MPFi 486PL 16V I4
- 2.1 л MPFi 486PL 16V CNG I4
- 2.2 л VTT Dicor diesel I4
- 3.0 л Dicor turbodiesel I4